# Oxydia gilva
Oxydia gilva là một loài bướm đêm trong họ Geometridae.